# Prix Vautrin-Lud
Le prix international de géographie Vautrin-Lud ou prix Vautrin-Lud, créé en 1991, est considéré comme étant la plus haute récompense décernée au niveau international dans le champ de la géographie. Ce prix, qui couronne une carrière de géographe, est parfois considéré comme l'équivalent d'un prix Nobel de géographie.
Vautrin Lud est un chanoine et érudit lorrain du XVIe siècle, originaire de Saint-Dié-des-Vosges.Il crée et anime le Gymnase vosgien , équipe d'humanistes qui la première, en 1507 et d'après le nom du navigateur Amerigo Vespucci a dénommé « Amérique » le nouveau continent découvert.
Ce prix est décerné chaque année en octobre par un jury de six membres, lors du Festival international de géographie de Saint-Dié-des-Vosges.

## Historique
La création du prix Vautrin-Lud a été proposé en 1990 par Antoine Bailly au fondateur du Festival international de géographie, Christian Pierret. Il s'agissait de « créer un prix international récompensant un géographe vivant pour son œuvre géographique », en partant du constat qu'il n'existait pas d'équivalent du Prix Nobel pour un certain nombre de domaines scientifiques, les mathématiques, une partie des sciences de la Terre, ainsi que « l'essentiel des sciences de l'homme et de la société », faisant de la géographie « une des sciences oubliées par le Nobel », tout comme l'histoire ou la sociologie.
Le premier prix Vautrin-Lud est ainsi décerné l'année suivante, en 1991, pour la seconde édition du festival, récompensant, selon Antoine Bailly, une carrière, des livres, une reconnaissance internationale, ainsi que le fait d'« avoir fait évoluer la géographie ».
Comme responsable scientifique du Festival international de la géographie, Rémy Knafou en constitue alors le jury et il en est le secrétaire perpétuel (la fonction de secrétaire deviendra quinquennale par la suite).

## Lauréats
| Année | Nom                                  | Pays                    |
| ----- | ------------------------------------ | ----------------------- |
| 1991  | Peter Haggett                        | Royaume-Uni             |
| 1992  | Torsten Hägerstrand Gilbert F. White | Suède États-Unis        |
| 1993  | Peter Gould                          | États-Unis              |
| 1994  | Milton Santos                        | Brésil                  |
| 1995  | David Harvey                         | Royaume-Uni             |
| 1996  | Roger Brunet Paul Claval             | France                  |
| 1997  | Jean-Bernard Racine                  | Suisse                  |
| 1998  | Doreen Massey                        | Royaume-Uni             |
| 1999  | Ron Johnston                         | Royaume-Uni             |
| 2000  | Yves Lacoste                         | France                  |
| 2001  | Sir Peter Hall                       | Royaume-Uni             |
| 2002  | Bruno Messerli                       | Suisse                  |
| 2003  | Allen Scott                          | États-Unis              |
| 2004  | Philippe Pinchemel                   | France                  |
| 2005  | Brian J. L. Berry                    | États-Unis              |
| 2006  | Heinz Wanner                         | Suisse                  |
| 2007  | Mike Goodchild                       | Royaume-Uni             |
| 2008  | Horacio Capel Sáez                   | Espagne                 |
| 2009  | Terry McGee                          | Nouvelle-Zélande        |
| 2010  | Denise Pumain                        | France                  |
| 2011  | Antoine Bailly                       | Suisse                  |
| 2012  | Yi-Fu Tuan                           | Chine/ États-Unis       |
| 2013  | Michael Batty                        | Royaume-Uni             |
| 2014  | Anne Buttimer                        | Irlande                 |
| 2015  | Edward Soja                          | États-Unis              |
| 2016  | Maria Dolors García Ramón            | Espagne                 |
| 2017  | Akin Mabogunje                       | Nigeria                 |
| 2018  | Jacques Lévy                         | France                  |
| 2019  | John A. Agnew                        | Royaume-Uni/ États-Unis |
| 2020  | Rudolf Brázdil                       | Tchéquie                |
| 2021  | Brenda Yeoh                          | Singapour               |
| 2022  | Michael Storper                      | États-Unis/ France      |
| 2023  | Jamie Peck                           | Royaume-Uni             |
| 2024  | Ron Boschma                          | Pays-Bas                |
| 2025  | Anssi Paasi                          | Finlande                |

## Attribution du prix
Un règlement encadre les modalités d'attribution du prix Vautrin-Lud ,.
D'abord, sous la responsabilité du secrétaire-général du jury, a lieu une consultation triennale des « grands électeurs », des géographes universitaires du monde entier. Ces grands électeurs sont choisis en fonction de critères scientifiques (publications dans des revues à comité de lecture, ouvrages, responsabilités éditoriales). Tous les domaines de la géographie (géographie physique, climatologie, environnement, géographie urbaine, géographie des transports, géographie culturelle, géographie sociale, etc.) sont pris en compte afin d’apporter une forte représentativité à la base des votants. Céline Vacchiani-Marcuzzo a assuré la consultation de 2017 et 2024.
Chaque électeur est consulté individuellement. Sous garantie d’anonymat, il propose deux noms pour le prix Vautrin-Lud. L'une des personnes nommée est dans l’aire géographique du grand électeur. L'autre est en dehors. Nombreux sont les votants qui justifient leur choix en apportant des commentaires sur la personne désignée. 
D’une centaine à l'origine, leur nombre a progressé pour atteindre 260 en 2011, puis 300 en 2014, 2017 et 2024. La répartition des géographes par pays varie selon l'importance de l'école nationale de géographie. Ces grands électeurs doivent proposer le nom d'« un géographe vivant, dont la contribution à l'avancée scientifique de la géographie est significative et ayant une notoriété internationale ». 
Le jury, international et composé de six membres cooptés pour une durée de cinq ans, se réunit une fois par an à Saint-Dié-des-Vosges pour désigner le lauréat de l’année suivante, à partir d’une liste restreinte de noms issue de la consultation. Le jury se prononce à la majorité et non à l'unanimité. La cérémonie officielle de remise du prix est organisée lors du Festival international de géographie. Un membre du jury prononce le laudatio du lauréat.
Depuis 2024, le prix est solennellement remis à son lauréat lors de la séance plénière de clôture du festival, en présence du public présent à cet événement.

### Dotation
En 2018, la dotation du prix s'élevait à 2 500 €.

## Formation du jury

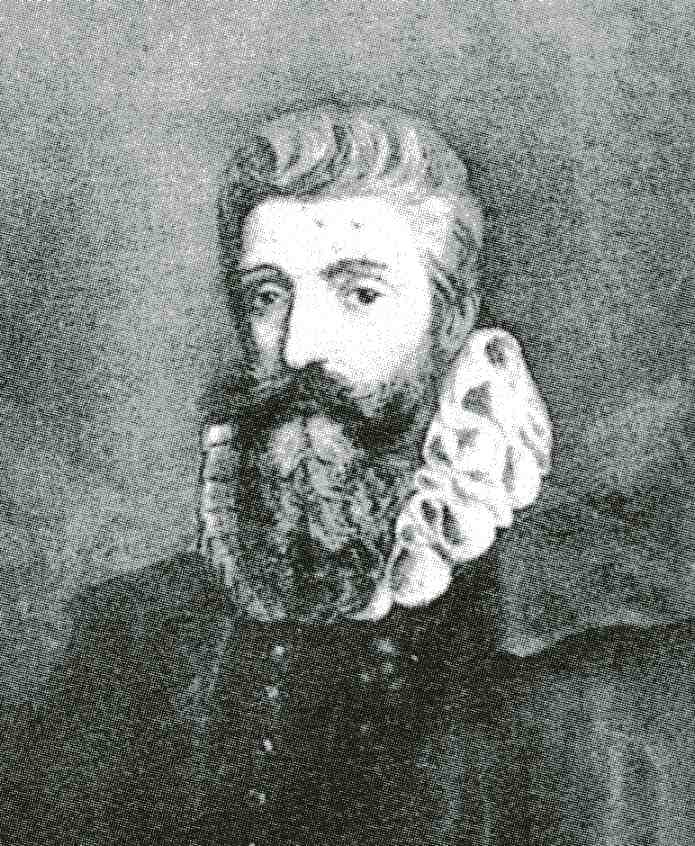
Vautrin Lud.

Afin de rappeler les cinq humanistes du Gymnase vosgien :
- Vautrin Lud, chanoine de Saint-Dié ;
- Nicolas Lud, son neveu, imprimeur ;
- Martin Waldseemüller ou Hylacomilus, cartographe ;
- Mathias Ringmann ou Philesius Vogesigena, éditeur ;
- et Jean Basin, latiniste et poète.

qui ont publié en 1507 le premier planisphère mentionnant le mot « America », le jury du Prix Vautrin Lud se compose de cinq géographes représentant la diversité scientifique de la géographie et son caractère international.
Le jury évolue chaque année par le départ d'un membre (sur démission, absence ou, en dernier recours, par tirage au sort) et par la cooptation d'un nouveau membre. Ce nouveau membre est coopté sur proposition des membres et, si nécessaire, un vote à la majorité intervient. Dans la mesure du possible, l'équilibre initial des pays représentés est maintenu et la participation des membres résidant en France ne doit pas être supérieure au tiers de l'ensemble. Les délibérations se déroulant en français, les membres du jury doivent donc maîtriser cette langue.

## Secrétaires généraux du prix

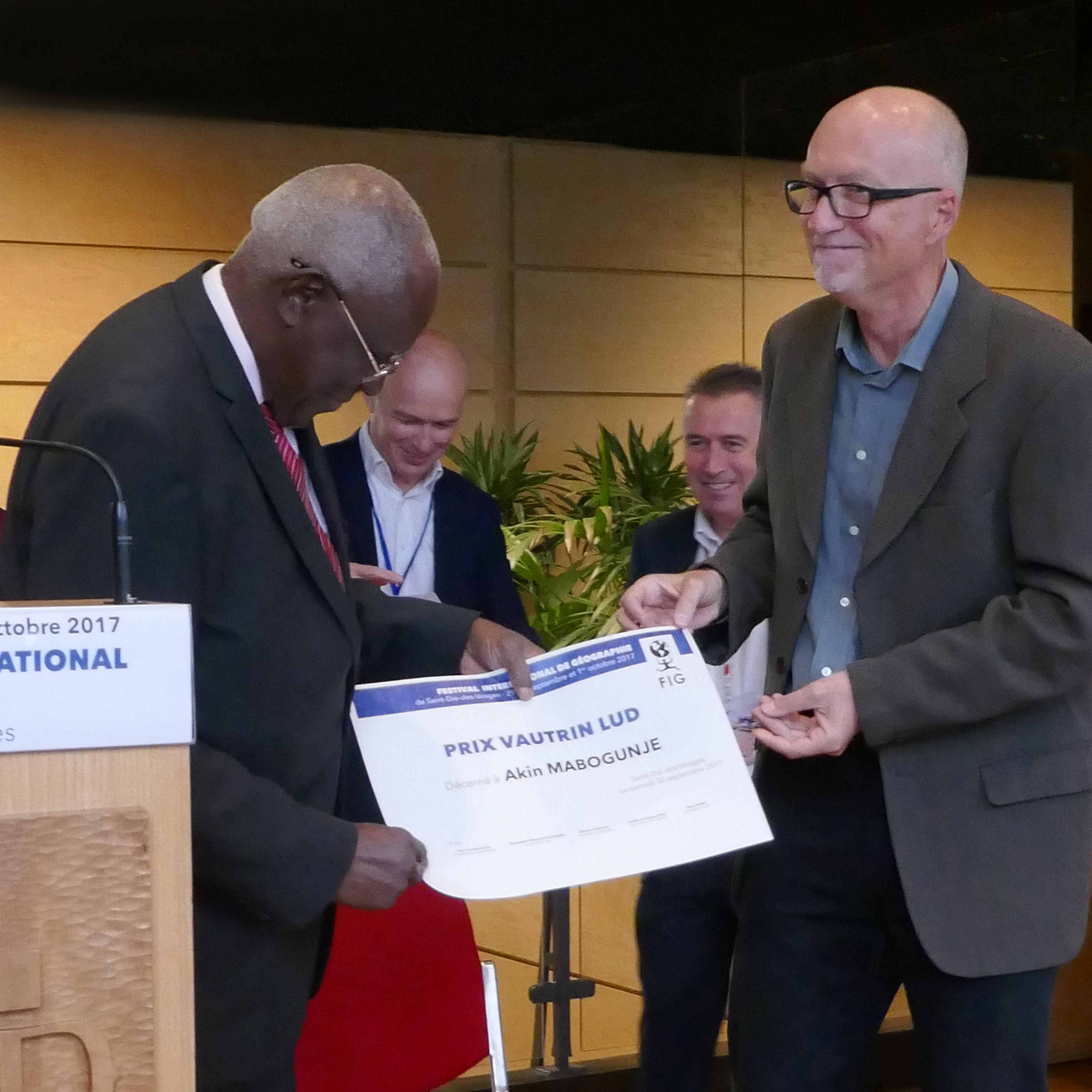
Jean-Christophe Gay remettant le prix à Akin Mabogunje en 2017.

Ils sont désignés pour un mandat de cinq ans.
- 2008-2013 : Benoît Antheaume
- 2014-2019 : Jean-Christophe Gay
- 2020-2023 : Philippe Duhamel
- 2023 - ... : Olivier Lazzarotti

## Membres du jury
Ces géographes ont fait partie du jury :
- Maria João Alcoforado[9] (2009-2014, présidente du jury 2014)
- Antoine Bailly (1991-1998, président du jury 1997)
- Wolfgang Brücher[10]
- Anne Buttimer (présidente du jury 2012)
- Carminda Cavaco[11](1998-2002)
- Hugh Clout[12] (2014)
- William J. Coffey
- Frans Dieleman (en)
- Wilfried Endlicher[13] (2005-2009)
- Benoît Antheaume
- Jorge Gaspar (pt)
- Jean-Christophe Gay
- Vicente Gozalvez Pérez (2002-2006)

• Michael Heffernan
- Haim Kutiel (université de Haïfa)
- Sven Illeris[14] (2002-2006)
- Rémy Knafou
- Christian Leibundgut[15]
- Bernadette Mérenne-Schoumaker
- Andrés Precedo Ledo (gl) (2014)
- Denise Pumain
- Jean-Bernard Racine (2014)
- Andrés Rodríguez-Pose
- Thérèse Saint-Julien
- Roland Paskoff
- Alexandru Ungureanu (2003-2008)
- Manuel Valenzuela Rubio (1996-2002)
- Paul Villeneuve

En 2024, les membres sont  :
- Salvador Anton Clavé (Universitat Rovira i Virgili)
- Tim Freytag (Albert-Ludwig-Universität Freiburg)
- Olivier Lazzarotti (Université de Picardie-Jules-Verne)
- Céline Rozenblat (Université de Lausanne)
- Michael Storper (University of California, Los Angeles)
- Isabelle Thomas (Université catholique de Louvain)